# Peter Zimmermann (Theologe)
Peter Friedrich Zimmermann (* 1944 in Dresden) ist ein deutscher evangelischer Theologe und ehemaliger Inoffizieller Mitarbeiter des Ministeriums für Staatssicherheit. 
Zimmermann studierte Evangelische Theologie in Leipzig und wurde 1984 aufgrund einer Dissertation über Emil Fuchs und die religiös-sozialistische Bewegung bis 1933 promoviert. Bis 1990 war er Dozent für Ökumenik an der Sektion für Theologie der Karl-Marx-Universität Leipzig. Er wurde suspendiert, nachdem bekannt geworden war, dass er ab 1973 Inoffizieller Mitarbeiter des Ministeriums für Staatssicherheit gewesen war und als „Karl Erb“ Berichte über Personen aus Universität und Kirche geliefert hatte.
Zimmermann war Mitglied der Ost-CDU und stellvertretender Vorsitzender eines Stadtbezirksverbandes. 1989 gehörte er zu den sechs Unterzeichnern des von Kurt Masur initiierten Aufrufs zur Gewaltfreiheit während der Friedlichen Revolution in der DDR.